# ابراهیم بن صالح
ابراهیم بن صالح (عربی: إبراهيم بن صالح بن علي الهاشمي؛ درگذشت ح. 792) فرمانروای مصر و حاکم شام در دوران خلافت عباسی بود.